# Philipps-Universiteit Marburg
De Philipps-Universiteit Marburg (Duits: Philipps-Universität Marburg) is een universiteit in de Duitse stad Marburg (Hessen). Met ruim 22.000 studenten en bijna 3000 medewerkers is het een middelgrote universiteit in Duitsland.
De universiteit is vernoemd naar landgraaf Filips I van Hessen en werd door deze in 1527 als 's werelds eerste protestantse universiteit opgericht.

## Geschiedenis
Op 1 juli 1527 werd de universiteit opgericht en telde 11 professoren en 84 studenten. In 1529 vond hier het godsdienstgesprek over het avondmaal plaats tussen Maarten Luther, Ulrich Zwingli en Philipp Melanchthon.
- 1609: Johannes Hartmann wordt professor voor Chymiatrie en bezet daarmee de wereldwijd eerste farmacologisch-medicinaal georiënteerde leerstoel in chemie.
- 1650: het land Hessen-Kassel geeft Marburg als vestiging van hoger onderwijs op.
- 1653: op 24 juni wordt de universiteit heropend.
- 1866: de Philipps-Universiteit wordt met de inlijving van Hessen een koninklijke Pruisische universiteit.
- 1887: de mijlpaal van 1000 studenten wordt bereikt.
- 1908: de eerste vrouwen worden toegelaten.
- 1909: de mijlpaal van 2000 studenten wordt bereikt.
- 1920: Marburger studenten nemen deel aan de onderdrukking van de revolutionaire beweging in Thüringen, die op de Kapp-putsch van maart 1920 volgde.
- 1929: de econoom Wilhelm Röpke wordt professor voor politieke economie.
- 1933: beroepsverbod voor Röpke en vervolgens emigratie naar Turkije; zelfmoord van Hermann Jacobsohn (professor voor Indo-Germaanse talen).
- tot 1936: opheffing van studentenverenigingen; Gleichschaltung.
- sinds 1960: uitbouw van de universiteit.

## Alumni
- Boris Pasternak
- Ruth Pfau
- Gebroeders Grimm
- Gottfried Benn
- Otto Hahn
- Wilhelm Liebknecht
- Rudolf Breitscheid
- Hans-Jochen Vogel
- Heinrich Schütz
- Hans Eichel
- Hannah Arendt
- Steve Awodey
- Juris Hartmanis
- Karl Barth
- Michail Lomonosov
- Ferdinand Sauerbruch
- Friedrich Bohl
- Ortega y Gasset
- Konrad Duden
- Manfred Kanther
- Hans-Georg Gadamer
- Gustav Heinemann
- Alfred Dregger
- Fritz-Dietlof von der Schulenburg
- Hans Friderichs
- Burkhard Hirsch
- Robert Lehr
- Walter Wallmann
- Ibrahim Rajab

## Docenten
- Friedrich Carl von Savigny
- Christian Wolff
- Max Kommerell
- Heinrich von Sybel
- Rudolf Otto
- Rudolf Bultmann
- Ferdinand Braun
- Alfred Wegener
- Hermann Cohen
- Martin Heidegger
- Victor Aimé Huber
- Denis Papin
- Robert Bunsen
- Wilhelm Röpke
- Wolfgang Abendroth
- Emil Adolf von Behring
- Holger Seim
- Eduard Study

Aken · Augsburg · Bamberg: Otto-Friedrich · Bayreuth · Berlijn (Vrije Universiteit · Humboldt · Technische Universiteit · Kunsten) · Bielefeld · Bochum · Bonn · Braunschweig · Bremen (Universiteit Bremen · Jacobs University) · Chemnitz · Clausthal · Cottbus-Brandenburg · Darmstadt · Dortmund · Dresden · Duisburg-Essen · Düsseldorf: Heinrich Heine · Eichstätt-Ingolstadt · Erfurt · Erlangen-Neurenberg: Friedrich-Alexander · Frankfurt am Main · Frankfurt an der Oder: Europa · Freiberg · Freiburg · Gießen · Göttingen: Georg August · Greifswald: Ernst Moritz Arndt · Hagen · Halle-Wittenberg: Martin Luther · Heidelberg: Ruprecht Karls · Hamburg (Hamburg · HafenCity · Hamburg-Harburg · Helmut Schmidt) · Hannover (Hannover · Medische Hogeschool) · Hildesheim · Hohenheim · Ilmenau · Jena: Friedrich Schiller · Kaiserslautern · Karlsruhe · Kassel · Keulen · Duitse Sporthogeschool Keulen · Kiel: Christian Albrechts · Koblenz-Landau · Konstanz · Leipzig · Lübeck · Lüneburg: Leuphana · Magdeburg: Otto von Guericke · Mainz: Johannes Gutenberg · Mannheim · Marburg: Philipps · München (Ludwig Maximilians · Technische Universiteit · Oekraïense Vrije Universiteit · Universiteit van het Bondsleger) · Münster · Oldenburg: Carl von Ossietzky · Osnabrück · Paderborn · Passau · Potsdam · Regensburg · Reutlingen · Rostock · Saarbrücken · Siegen · Stuttgart · Trier · Tübingen: Eberhard-Karls · Ulm · Vechta · Weimar: Bauhaus · Witten: Herdecke · Wuppertal · Würzburg: Julius Maximilians